# Heteralonia subfasciata
Heteralonia subfasciata är en tvåvingeart som först beskrevs av Engel 1936.  Heteralonia subfasciata ingår i släktet Heteralonia och familjen svävflugor. Inga underarter finns listade i Catalogue of Life.